# Ficha de trabalho
A ficha de trabalho é uma forma para organizar a informação documentária usada nos trabalhos de investigação de qualquer tipo. Utiliza-se para compilar, resumir ou anotar os conteúdos das fontes ou dados utilizados na investigação. As fichas facilitam a realização de monografias, relatórios ou publicações, pois se têm sido confeccionadas corretamente fazem desnecessárias consultas adicionais às fontes. Tradicionalmente as fichas de trabalho eram carolinas retangulares, mas com o desenvolvimento da informática e os meios de armazenamento de dados eletrônicos têm passado a usar-se os bancos de dados para arquivar este tipo de informação. As fichas de trabalho costumam ter certas características comuns. 

## Dados da ficha de trabalho
Os dados principais da ficha de trabalho incluem:
- O autor.
- O título.
- Número de página ou páginas onde aparece a informação.
- O sujeito ou tema.
- Data em que se publicou.
- Dados adicionais da publicação (volume, editorial, etc).

Costumam-se também incluir certos dados complementares,como por exemplo:
- A data em que se recolheu o dado.
- O motivo de reunir a informação.